# Anhua Gao
Anhua Gao, född 1949 i Nanjing, Jiangsu-provinsen, är en kinesisk-brittiska författare av Till kanten av himlen, publicerad år 2000, som är en självbiografiska redogörelse för hennes och hennes familjs liv i det maoistiska Kina från 1926 fram till hennes flytt till Storbritannien i slutet av 1994.

## Biografi
Anhua Gaos föräldrar var båda kommunistveteraner och de innehade också höga poster i Folkets befrielsearmé. Båda föräldrarna dog 1956 respektive 1961 innan Gao blivit tonåring genom kombination av effekterna av undernäring under det stora språnget och undermålig sjukvård. Efter deras död hyllades båda föräldrarna som revolutionsmartyrer av den maoistiska regeringen, vilket var en utmärkelse som kom att skydda Gao och hennes syskon (två äldre systrar och en yngre bror) från de värsta överdrifterna under kulturrevolutionen. Föräldrarnas upphöjelse kunde likväl inte skona Gao från extrema svårigheter, och så småningom inte heller från förföljelse, fängelsevistelse och misshandel.
Som barn var Gao en flitig student och hennes föräldrars inflytande i kombination med hennes ihärdiga studier hjälpte henne att först bli Ungdomspionjär och senare vinna inträde i Röda gardet. Som tonåring under kulturrevolutionen anslöt sig Gao till Folkets befrielsearmé för att härigenom undvika att skickas till landsbygden för reformering genom hårt arbete, vilket blev ett öde för miljoner andra unga kinesiska män och kvinnor. Gao utmärkte sig i armén tills hon av sin syster fördömdes som "borgerligt dekadent", vilket ledde till hennes avsked från befrielsearmén. Gao skickades då för att arbeta i en elektronikfabrik i Nanjing. Hon drabbades vid denna tid av Ménières sjukdom.
Hon gifte sig i slutet av 1974 och födde en dotter i oktober 1975. Ganska snart efter giftermålet började hennes make att misshandla henne. Maken dog i januari 1983 till följd av förgiftning genom en gasläcka, varigenom Gao blev ensam med sin dotter. Hon hade under alla år intresserat sig för engelska och hennes kunskaper i engelska språket ledde till att hon anlitades som översättare och tolk när Kina gradvis öppnades mot omvärlden både vad gällde turism och företagande.
1985 fängslades, misshandlades och förföljdes Gao av den kinesiska säkerhetspolisen på totalt falska grunder. Man påstod att Gao hade avslöjat statshemligheter för utländsk part, vilket så småningom också för säkerhetspolisen visade sig vara en konstruerad och helt orimlig anklagelse. Efter ett antal månader släpptes hon ur fängelset, men trots att domaren (och säkerhetspolisen) insåg att hon var oskyldig tvingade säkerhetspolisen fram ett domslut som innebar att hon inte fullständigt kunde rentvås. Detta omöjliggjorde för henne att återfå anställning och jobb och hennes tillvaro med dottern blev mycket ansträngd till följd av ekonomiska problem. Så småningom öppnades Kina för utländska företag och Gao kunde gradvis skaffa sig hyggliga uppdrag som frilansande översättare och tolk. Även om hennes situation gradvis förbättrades kände hon likväl att hon till varje pris önskade lämna Kina. Den orättvisa och orimliga behandling hon fått utstå, bristen på demokrati och frihet, den utbredda korruptionen och inte minst händelserna på Himmelska fridens torg 1989 fick henne att söka möjliga vägar till väst.
Genom sitt intresse för engelska språket upprättade hon genom korrespondens vissa kontakter i Storbritannien. Hon fick speciellt kontakt med en man (Harry), som hon först brevväxlade med och som sedan besökte henne i Nanjing 1994, varvid han också friade till henne. De gifte sig senare samma år och i december 1994 lämnade Gao Kina för att bosätta sig i Storbritannien med sin nyblivne make. Hennes dotter stannade kvar i Kina och hade bra arbete i hotellverksamhet.
År 2000, som en brittisk medborgare, publicerade Gao sina memoarer med titeln Till kanten av himlen om sina livserfarenheter från Maos regim för att hon "ville berätta sanningen för hela världen om Kina".
Gao bor och arbetar i Storbritannien. 